# Келугерень (Бакеу)
Келугерень, Келугерені (рум. Călugăreni) — село у повіті Бакеу в Румунії. Входить до складу комуни Дем'єнешть.
Село розташоване на відстані 266 км на північ від Бухареста, 20 км на північ від Бакеу, 63 км на південний захід від Ясс.

## Населення
За даними перепису населення 2002 року у селі проживали 918 осіб, усі — румуни. Усі жителі села рідною мовою назвали румунську.